# إليزابيث بويكو
إليزابيث بويكو (بالألمانية: Elisabeth Boyko)‏ هي عالمة نبات إسرائيلية ونمساوية، ولدت في 24 سبتمبر 1892 في فيينا في النمسا، وتوفيت في 14 ديسمبر 1985 في رحوفوت في إسرائيل.